# Lucia Recchia
Pour les articles homonymes, voir Recchia.
Lucia Recchia, née le 8 janvier 1980 à Rovereto, est une skieuse alpine italienne. Elle est spécialiste des épreuves de vitesse (descente et super G) et décorcohe notamment une médaille d'argent en super G aux Championnats du monde 2005 devant le public italien.

## Biographie
Membre des Fiamme Gialle, elle fait ses débuts en Coupe du monde en décembre 1998, marquant directement ses premiers points avec une 27e place en descente à Veysonnaz. Un an plus tard, elle intègre le top dix avec une neuvième place en descente à Saint-Moritz, avant de se classer quatrième à Cortina d'Ampezzo. Elle obtient son premier podium plus de quatre ans plus tard, après de multiples résultats entre la dixième et la trentième place prinicipalement en terminant deuxième du super G d'Altenmarkt im Pongau. Début 2005, elle est médaillée d'argent en super G aux Championnats du monde sur la piste de Santa Caterina, le titre étant gagné par Anja Pärson. Elle avait fini huitième de la descente aux Championnats du monde 2001 à Sankt Anton. Dans la forme de sa vie, elle enregistre un nouveau podium sur la Coupe du monde en terminant troisième du super G d'Åre.
Un an plus tard, toujours en Italie, elle court aux Jeux olympiques à Turin, pour se classer treizième de la descente et huitième du super G.
Aux Jeux olympiques d'hiver de 2010, elle collecte deux top dix en vitesse : neuvième en descente et septième en super G.
Elle marque des points dans la Coupe du monde jusqu'en 2012, date de sa retraite sportive.

## Palmarès

### Jeux olympiques d'hiver
| Épreuve / Édition | Salt Lake City 2002 | Turin 2006 | Vancouver 2010 |
| Descente          | 24e                 | 13e        | 9e             |
| Super G           |                     | 8e         | 7e             |
| Combiné           | 18e                 |            |                |

### Championnats du monde
| Épreuve / Édition | Sankt Anton 2001 | Saint-Moritz 2003 | Bormio 2005 | Åre 2007 | Val d'Isère 2009 |
| Super G           |                  | 16e               | Argent      | Abandon  | Abandon          |
| Descente          | 8e               | Abandon           |             | 29e      |                  |

### Coupe du monde
- Meilleur classement général : 25e en 2005.
- 2 podiums en super G (1 deuxième place et 1 troisième place).

#### Classements détaillés
| Saison/Classement | Général | Descente | Super G | Combiné |
| Saison/Classement | Class.  | Class.   | Class.  | Class.  |
| ----------------- | ------- | -------- | ------- | ------- |
| 1999              | 113e    | 44e      | -       | -       |
| 2000              | 63e     | 23e      | 50e     | -       |
| 2001              | 77e     | 46e      | 36e     | 13e     |
| 2002              | 58e     | 24e      | 31e     | -       |
| 2003              | 69e     | 36e      | 29e     | -       |
| 2004              | 50e     | 40e      | 17e     | -       |
| 2005              | 25e     | 36e      | 8e      | -       |
| 2006              | 27e     | 14e      | 24e     | -       |
| 2007              | 43e     | 29e      | 21e     | -       |
| 2009              | 71e     | 35e      | 31e     | -       |
| 2010              | 34e     | 15e      | 20e     | -       |
| 2011              | 106e    | 51e      | 36e     | -       |
| 2012              | 73e     | 25e      | 46e     | -       |

### Championnats du monde junior
- Médaille d'argent en descente en 2000 à Mont-Sainte-Anne.

### Championnats d'Italie
- Championne en super G en 2003.
- Championne en slalom géant en 2004.